# Carnmoney
Carnmoney är en ort i Storbritannien.   Den ligger i riksdelen Nordirland, i den västra delen av landet, 500 km nordväst om huvudstaden London. Carnmoney ligger 152 meter över havet och antalet invånare är 2 775.
Terrängen runt Carnmoney är varierad, och sluttar österut. Runt Carnmoney är det mycket tätbefolkat, med 2 181 invånare per kvadratkilometer. Närmaste större samhälle är Belfast, 9,7 km söder om Carnmoney. Trakten runt Carnmoney består i huvudsak av gräsmarker.